# SSGPAY
SSGPAY(에스에스지페이)는 신세계그룹에서 만든 모바일 결제 서비스이다. 에스에스지 페이는 바코드 스캔을 사용하여 무선으로 마그네틱 신용카드의 정보를 전송시켜 결제하는 방식으로 근거리 무선통신(NFC)을 사용하지 않아도 된다. 에스에스지 페이 기능이 지원되는 모든 스마트폰에 신용카드, 은행, 체크카드를 등록하고 사용하면 된다.

## 주요 제휴 브랜드(여러 브랜드 중 일부매장제외)
|                        |                   | 제휴 브랜드          |                  |                       |                |              |
| ---------------------- | ----------------- | -------------------- | ---------------- | --------------------- | -------------- | ------------ |
| 이마트                 | 신세계백화점      | 이마트 트레이더스    | 이마트 24        | 신세계tv 쇼핑         | 노브랜드전문점 | SSG COM      |
| 프리미엄 아울렛        | 이마트 에브리데이 | 스타벅스             | 몰리스           | 에그툭스              | 자니로켓       | 보노보노     |
| 조르지오 아르마니 청담 | 크롬하츠 청담     | 분더샵               | 디자인유나이티드 | JAJU                  | 신세계면세점   | 아파트아이   |
| 스타필드               | 신라호텔          | 신라스데이           | 신라면세점       | 삼성전자 디지털프라자 | 와인앤모어     |              |
| LG베스트샵             | 트리니티OC        | 와인앤모어           | 삼성물산패션부문 | 분더샵                | 스무디킹       | 데블스도어   |
| 메종티시아             | GAP               | 산타마리아노벨라도산 | 그래머시홀       | 지방시 청담           | 자유 CC        | 일렉트로마트 |
| 더메나쥬리             | 파미에스테이션    | 올반                 | 노브랜드 버거    | UGG청담               | 토이킹덤       | ?]           |
| ?                      | 스타일마켓        | 신세계 팩토리스토어  | 제주항공         | 경북대학교병원        | 삼성화재       | 우체국       |
| DB손해보험             | 서울시 공과금     | 아임닭               | 레너지스         | 닥터미네랄            | 미스레그       | 사우드캣     |
| 비스아이               | 쿠키 베베         | 힐링쉴드             | UGe-SHOP         | SI빌리지              | 오슬로         | 카시나       |
| 단앤델루카             | 베끼아누보        | 호무랑               | 살로몬 압구정    | 서울랜드              | 구글플레이     | 서울삼성병원 |
|                        |                   |                      |                  |                       |                |              |

## SSG 카드
- 2017년 7월 21일에 전북은행과 제휴하였다. 모든 가맹점에 SSG MONEY 적립 혹은 할인과 신세계포인트로 적립을 해준다.

## 경쟁 모바일 결제 서비스
- 애플 페이
- 삼성 페이
- LG 페이
- 카카오페이
- L pay
- 안드로이드 페이
- 네이버페이
- 페이팔
- 페이코
- 페이나우